# زیاد المطیری
زیاد المطیری (عربی: زياد المطيري؛ زادهٔ ۳۰ آوریل ۱۹۹۲) یک ورزشکار اهل عربستان سعودی است.
از باشگاه‌هایی که در آن بازی کرده‌است می‌توان به باشگاه فوتبال الفیصلی عربستان سعودی و باشگاه فوتبال الحزم عربستان سعودی اشاره کرد.